# THE CAN
『THE CAN』（ザ・カン）は、KICK THE CAN CREWのメジャー5枚目となるアルバム。

## 概要
オリジナル・アルバムは2017年発売の『KICK!』以来、4年7カ月ぶりとなる作品。
ジャケットはKREVAがエナジードリンク、LITTLEが缶コーヒー、MCUがソーダ飲料を模した3つの缶がそれぞれ手書きでデザインされている。
ミュージック・ビデオが収録されたBlu-rayが付属するデジパック仕様の完全生産限定盤A、同じくミュージック・ビデオが収録されたDVDが付属するデジパック仕様の完全生産限定盤B、プラケース仕様の通常盤の3形態で発売。

## 収録曲

### CD
- 作詞・全作曲：MCU・LITTLE・KREVA（特記以外）

1. THE CAN（KICK THE CAN）　　2:53
MVが制作され、アルバム発売日にプレミア公開された[8]。
2. YEAH! アガってこうぜ　2:44
RHYMESTERの楽曲「ビッグウエンズデー」からMummy-Dの声をサンプリングとして使用している[3]。
3. We don't Get Down　4:00
4. 準備　1:59
5. トライは無料　3:56
6. カンヅメ　4:12
「タカオニ」、「カンケリ」、「タコアゲ」に続くカタカナ4文字の曲名[3]。アルバムタイトルの『THE CAN』に合わせ、スタジオに缶詰になっている状態と、そこでできたものをパッケージングすることをテーマに制作された[3]。
7. Playground　4:06
8. 今こそ寄ってこい feat. RYO the SKYWALKER & NG HEAD　5:00
  - 作詞：MCU・LITTLE・KREVA・RYO the SKYWALKER・NG HEAD

1999年に発売されたDJ TATSUTAのアルバム『ULTIMATE MIX ADJUSTMENT』に収録されていた活動初期の頃の楽曲「よってこい」に客演していた2人を迎えた楽曲。
9. Boots　3:22
配信限定シングル曲。
「夏」というフレーズを使わずに夏をイメージした「イツナロウバ」に対して「冬」をモチーフにした楽曲[9]。ブーツにまつわるさまざまな思い出が歌われている[9]。
10. 玄関　4:06
収録曲の中で最後に作られた楽曲。「住所」との並びが意識されている[3]。
11. 住所 feat. 岡村靖幸（Extended Ver.）　　4:56
  - 作詞：MCU・LITTLE・KREVA・岡村靖幸

16thシングル曲のアルバムバージョン。
イントロとアウトロが長くなっているが、これがライブでやっている形とのこと[3]。

### Blu-ray / DVD（完全生産限定盤のみ）
| # | 曲名                | 内容        | 監督     |
| - | ------------------- | ----------- | -------- |
| 1 | Boots               | Music Video | 田辺秀伸 |
| 2 | 住所 feat. 岡村靖幸 | Music Video | 関和亮   |
| 3 | Boots               | Making      |          |